# Maardu (Jõelähtme)
Maardu is een plaats in de Estlandse gemeente Jõelähtme, provincie Harjumaa. De plaats heeft de status van dorp (Estisch: küla). Het dorp wordt doorgaans Maardu küla genoemd om het te onderscheiden van de stad Maardu, die ten noordwesten van het dorp ligt.
Het landhuis van het vroegere landgoed Maardu ligt op het grondgebied van het dorp. De stad Maardu was ooit een deel van het landgoed, maar heeft zich in de jaren dertig van de 20e eeuw ontwikkeld tot haven en industriestad.

## Bevolking
Het dorp had 159 inwoners op 31 december 2011 en ook 159 inwoners op 31 december 2021.